# Могутовский сельсовет
Могутовский сельсовет — муниципальное образование в Бузулукском районе Оренбургской области.
Административный центр — село Могутово.

## Административное устройство
В состав сельского поселения входят 4 населённых пункта:
- село Могутово,
- посёлок Ржавец,
- посёлок Стрелица,
- посёлок Черталык.

## Достопримечательности
- Обелиск памяти павших в годы ВОВ.

## Заслуженные люди
- Кислица Антонина Васильевна — Герой Социалистического Труда.